# Karl Walcker
Karl Adolf Theodor Walcker (* 13. April 1839 in Pernau, Gouvernement Livland; † 21. Januar 1909 in Leipzig) war ein deutschbaltischer Staatswissenschaftler und Ökonom.

## Werdegang
Walcker studierte von 1857 bis 1863 an der Kaiserlichen Universität Dorpat und in Berlin zunächst ein Jahr Medizin und wechselte dann zur Nationalökonomie. Ab 1867 lehrte er als Privatdozent Nationalökonomie an der Universität Dorpat, von 1869 bis 1870 Finanzwissenschaft an der Universität Charkow. Danach stellte er seine akademische Tätigkeit aus gesundheitlichen Gründen ein, wurde aber nach Stationen in Narva, Berlin, Tübingen und Karlsruhe schließlich 1877 an der Universität Leipzig wieder Privatdozent für Staatswissenschaften. Seit 1892 hielt er krankheitshalber keine Vorlesungen mehr ab, beschäftigte sich aber weiter mit wissenschaftlichen Studien. Er veröffentlichte zahlreiche Bücher, darunter ein fünfbändiges „Handbuch der Nationalökonomie“ (1882–1884), das in mehreren Auflagen erschien.

## Werke
- Die Frauenbewegung. Straßburg, 1896. (Digitalisat und Volltext im Deutschen Textarchiv)